# Alvito (Portugália)
Alvito község és település Portugáliában, Beja kerületben. A település területe 264,85 négyzetkilométer. Barrancos lakossága 2504 fő volt a 2011-es adatok alapján. A településen a népsűrűség 9,5 fő/km². A település jelenlegi vezetője António Valério. 
A község mindössze 2 települést foglal magába, melyek Alvito és Vila Nova da Baronia.

## Történelme
Alvito már a kőkor óta lakott hely. Az ókori rómaiak idején számos villát építettek a környéken. Később a vizigótok és a mórok foglalták el. A Reconquista idején 1234-ben foglalták el a portugál csapatok, majd 1251-ben III. Alfonz portugál király Estêvão Anesnek adományozta, aki a királyság helytartója volt, aki nagyban hozzájárult a terület benépesítéséhez. A település hűbérúri jogokat kapott 1280-ban, melyeket 1283-ban ismert el Dénes portugál király. 1296-tól kezdve évenként vásárokat tartottak itt, mely hozzájárult a vidék fejlődéséhez. 1387-ben I. János portugál király Alvitót Diogo Lobo lovagnak ajándékozta az Aljubarrotai-csata idején végrehajtott szolgálataiért cserébe. A 15-16. század a település életében népességbeli és egyéb fejlődést hozott, melynek lakosai 1527-ben 1700-an voltak. Az Alvitoi-kastély 1494 és 1504 közt újjáépült portugál késő gótikus stílusban, azaz Mánuel stílusban, melyet az arab formavilág elemeit felsorakoztató Mudéjar stílussal ötvöztek, melyek igen jellemzőek az Alentejo régió építészetére. Alvito kora tizenhatodik századi temploma a Reneszánsz és a Mánuel stílus jegyeit viseli magán. 
A 18. századot követően Alvito gazdasági stagnálással nézett szembe, mely a 20. században is folytatódott. Napjainkban az idegenforgalom segíti elsősorban a gazdasági fejlődést. 1993-ban az Alvitói-kastélyt luxusszállóvá alakították és a Pousadas de Portugal szállodalánc tulajdonába került. 

### Demográfia
| Év   | Népesség |
| ---- | -------- |
| 1801 | 1079     |
| 1849 | 4569     |
| 1900 | 3065     |
| 1930 | 4556     |
| 1960 | 4850     |
| 1981 | 2968     |
| 1991 | 2650     |
| 2001 | 2688     |
| 2011 | 2504     |

## Fordítás
Ez a szócikk részben vagy egészben  az   Alvito, Portugal című angol Wikipédia-szócikk ezen változatának fordításán alapul.  Az eredeti cikk szerkesztőit annak laptörténete sorolja fel. Ez a jelzés csupán a megfogalmazás eredetét és a szerzői jogokat jelzi, nem szolgál a cikkben szereplő információk forrásmegjelöléseként.